# Sturgill Simpson
Sturgill Simpson (Jackson (Kentucky), 8 juni 1978) is een Amerikaanse countryzanger. Van 2004 tot 2012 zat hij in de bluegrassband Sunday Valley. Vanaf 2012 besloot hij als soloartiest verder te gaan om in 2013 het album High Top Mountain uit te brengen.
De stijl van Simpson behoort tot het outlawgenre en wordt wel vergeleken met die van Waylon Jennings.
- Gemeinsame Normdatei: 118679173X
- International Standard Name Identifier: 0000 0004 3699 0587
- Library of Congress Control Number: no2014107388
- MusicBrainz: f6e61750-a6b7-4d88-979b-052345cd0e4a
- Nationale Bibliotheek van Tsjechië: pag2018994055
- Virtual International Authority File: 310665599
- WorldCat: E39PBJjdftQ6XHQCTxgyPDtBT3